# Historisch land
Een historisch land is een land dat vroeger een zelfstandig gebied was, hetzij een staat, hetzij een onderdeel van een staat. Soms zijn de gebieden ingelijfd door een andere staat, bijvoorbeeld (Tuva), of ze zijn opgedeeld tussen verschillende landen, zoals (Galicië) en bestaan niet meer. Ook kunnen ze verenigd zijn tot een nieuw land, het bekendste voorbeeld hiervan is wel Oost- en West-Duitsland. Deze landen werden in 1990 verenigd tot Duitsland.